# Madukkur
Madukkur là một thị xã panchayat của quận Thanjavur thuộc bang Tamil Nadu, Ấn Độ.

## Địa lý
Madukkur có vị trí 10°29′B 79°24′Đ / 10,48°B 79,4°Đ Nó có độ cao trung bình là 3 mét (9 feet).

## Nhân khẩu
Theo điều tra dân số năm 2001 của Ấn Độ, Madukkur có dân số 15.171 người. Phái nam chiếm 47% tổng số dân và phái nữ chiếm 53%. Madukkur có tỷ lệ 72% biết đọc biết viết, cao hơn tỷ lệ trung bình toàn quốc là 59,5%: tỷ lệ cho phái nam là 78%, và tỷ lệ cho phái nữ là 67%. Tại Madukkur, 12% dân số nhỏ hơn 6 tuổi.